# Bobby Previte

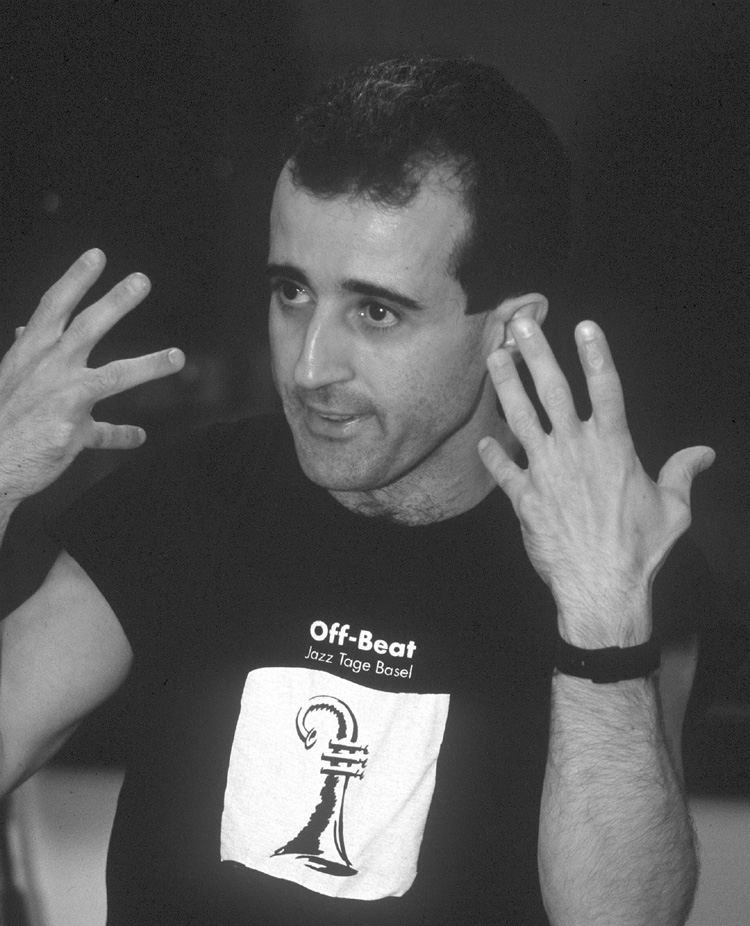
Bobby Previte (1991)

Robert „Bobby“ Previte (* 16. Juli 1951 in Niagara Falls, New York) ist ein US-amerikanischer Jazzschlagzeuger und -komponist.

## Leben und Wirken
Previte hatte das Schlagzeugspiel im Alter von 14 Jahren in Rockgruppen begonnen und studierte Schlagwerk an der Universität von Buffalo. Er wurde von Morton Feldman, John Cage, Lou Harrison unterrichtet. Tony Williams, den er auf dem Miles-Davis-Album Filles des Kilimanjaro kennenlernte, regte ihn an, sich dem Jazz-Schlagzeug zu widmen. 1980 zog er nach New York City. Er trat bald im Umfeld der M-Base-Musiker auf, arbeitete mit Greg Osby, Robin Eubanks, aber auch im Umfeld der „Downtown“-Szene um John Zorn und Bill Frisell, sowie mit Don Byron, Anthony Davis oder Mark Helias. Mitte der 1980er präsentierte er die eigene Gruppe Bumb und hatte ein Trio mit Wayne Horvitz und Butch Morris. 1990 gründete er seine elektrische Gruppe Wheater Clear, Track Fast, nahm aber auch parallel mit seinen Empty Suits auf. Spätestens mit seiner Auftragskomposition „Music of the Moscow Circus“ (1991, CD), die er mit seinem eigenen Oktett einspielte, fand er international Beachtung. Daneben spielte er mit Marc Ducret im Duo. 1998 gründete er seine Großformation Voodoo Orchestra, mit der er seit 2002 eine Serie von fünf Alben veröffentlichte. Derzeit spielt er mit The Coalition of the Willing eine Fusion aus Jazz und klassischem Rock. Des Weiteren hat Previte mit Marty Ehrlich, The President, Guy Klucevsek, Tom Waits, Tim Berne, Annie Ross, Victoria Williams, Jane Ira Bloom, Elliott Sharp oder Ray Anderson aufgenommen.
Daneben hat Previte auch Filmmusik eingespielt, so für Robert Altmans „Short Cuts“ (in dem er auch als Bühnenmusiker zu sehen ist). Nach Martin Kunzler zählt der hochvirtuose Drummer „zu den vom Publikum längst nicht adäquat wahrgenommenen Musikern unserer Zeit“. Bereits 1990 wurde er vom Down-Beat-Kritikerpoll als Schlagzeugtalent, das weitere Beachtung verdiene, ausgezeichnet.

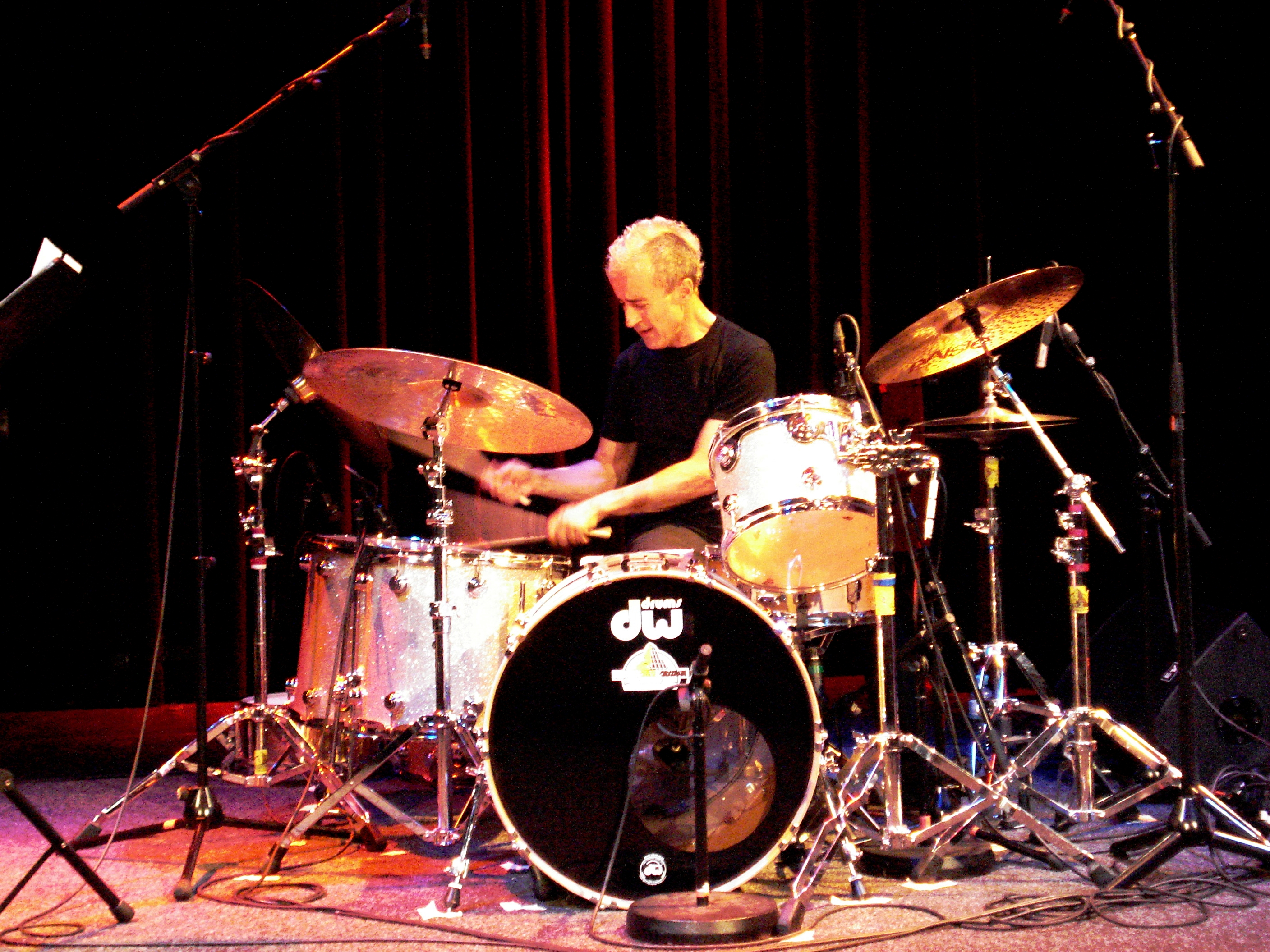
Bobby Previte beim Jazzfestival Saalfelden 2009

## Diskographische Hinweise
- Claude’s Late Morning (1988)
- Empty Suites (1990)
- Music of the Moscow Circus (1991)
- Hue and Cry (1994)
- Too Close to the Pole (1996)
- Just Add Water (2002)
- Counterclockwise (2003)
- The Coalition of the Willing (2006), mit Charlie Hunter, Marco Benevento, Skerik
- Pan Atlantic (2009)
- Rhapsody (RareNoise, 2018)
- Ray Anderson & Bobby Previte: Double Trouble (Double Moon)[3]

## Lexigraphische Einträge
- Ian Carr, Digby Fairweather, Brian Priestley: Rough Guide Jazz. Der ultimative Führer zur Jazzmusik. 1700 Künstler und Bands von den Anfängen bis heute. Metzler, Stuttgart/Weimar 1999, ISBN 3-476-01584-X.
- Wolf Kampmann (Hrsg.), unter Mitarbeit von Ekkehard Jost: Reclams Jazzlexikon. Reclam, Stuttgart 2003, ISBN 3-15-010528-5.
- Martin Kunzler: Jazz-Lexikon. Band 2: M–Z (= rororo-Sachbuch. Bd. 16513). 2. Auflage. Rowohlt, Reinbek bei Hamburg 2004, ISBN 3-499-16513-9.